# گازرگاه هرات

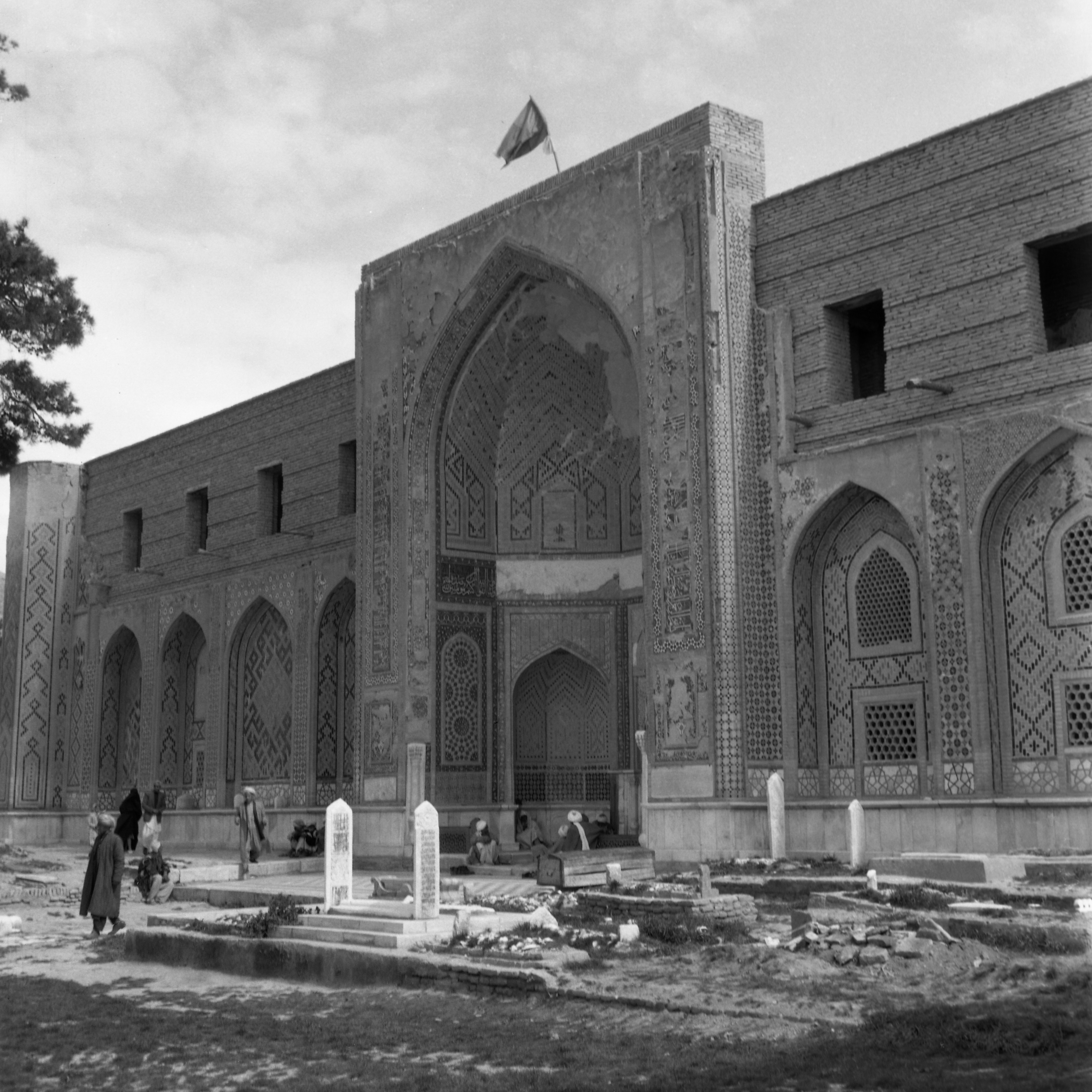
کازرگاه؛ محل آرامگاه پیر هرات، خواجه عبدالله انصاری

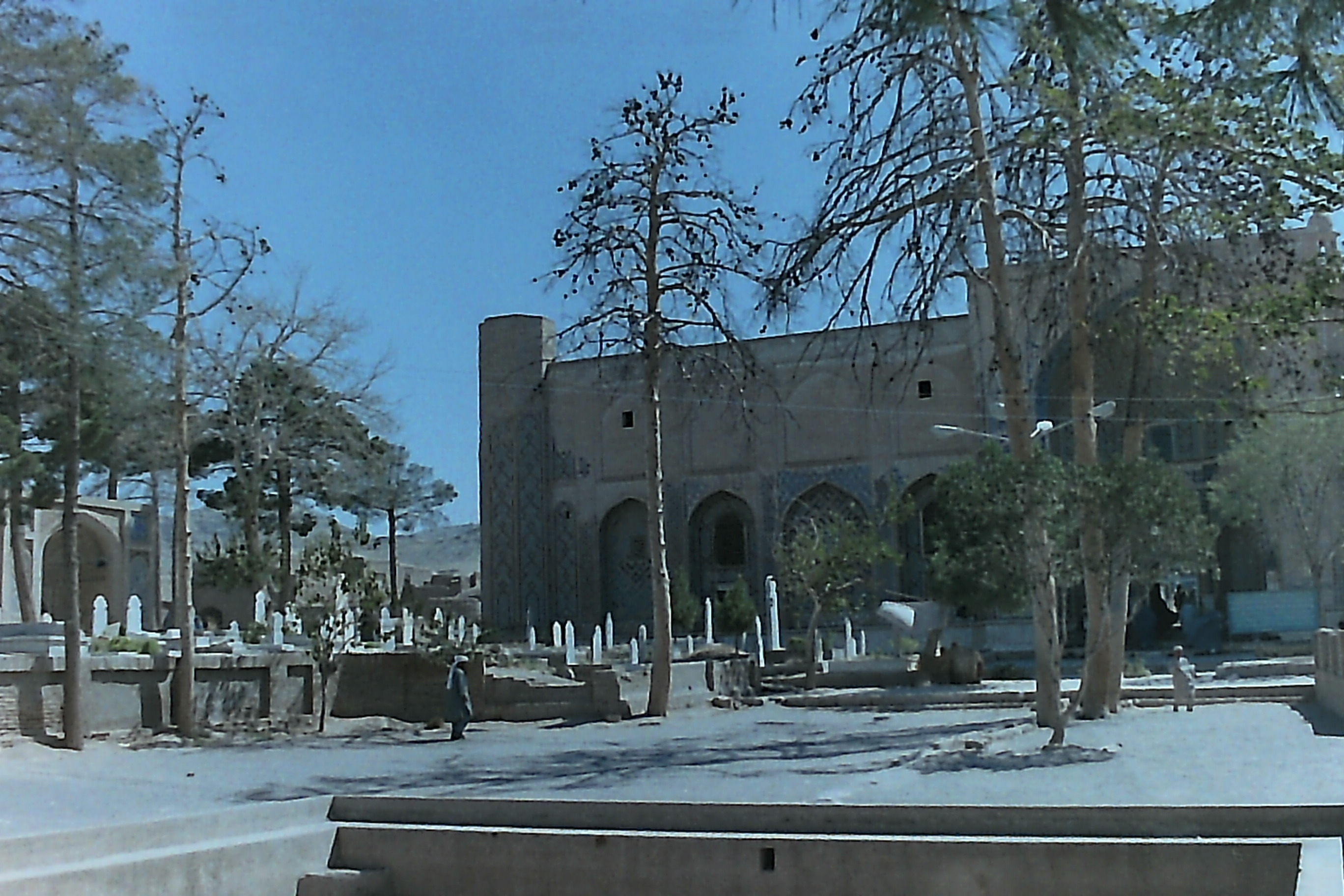
کازرگاه؛ محل آرامگاه پیر هرات، خواجه عبدالله انصاری

گازرگاه هرات، معروفترین محل در هرات است. برخی برآنند که گازرگاه در اصل کارزارگاه بوده، زیرا در جنوب آرامگاه پیر هرات، خواجه عبدالله انصاری، میدان پهناوری است که میدان جنگ بوده و هراتیان در این میدان از شهر دفاع کرده‌اند. گازرگاه بسیار به شهر هرات نزدیک است.
کازیارکاه، بعد الالف زای یا مثناة و الف و راء: کوه و قریه یی است به هرات در آن مقبره‌هاست و از آن جمله مقبرهٔ شیخ الاسلام انصاری.
برخی این‌جای را گازرگاه خوانده‌اند به واسطهٔ چشمه و لباس‌شویی، گازرگاه به معنای محل گازر است. جامی گفته است: گازرگهیست تربت او کابر مغفرت// در ساحتش سفید کند جامهٔ سیاه
اینکه «کارزارگاه» بوده است که سرانجام به تخفیف «گازرگاه» شده است. در جنگی که میان لشکر اسلام و خوارج واقع شده. نخست زیارت هفت چاه ایجاد شده بعد زیارت شیخ عمویه و بعد مزار پیر هرات.
نخستین بار مزار خواجگاه هفت چاه در کازرگاه پدید آمد، سپس در هنگام حیات و جوانی شیخ الاسلام انصاری، خواجه عمو استاد و مرشد خواجهٔ انصار وقتی فوت کرد در همان کازرگاه دفن می‌شود. شیخ الاسلام انصاری به کازرگاه می‌رود و به زیارت آرامگاه شیخ عمو، مرشد خود می‌رود و در آخر عمر در همان‌جا مسکن می‌گزیند. بعد از وفات خواجه عبدالله انصاری در کازرگاه به خاک سپرده می‌شود و از آن به بعد همه مزارات آنجا را تحت تأثیر خود درمی‌آورد و کازرگاه به حیث آرامگاه پیر هرات شناخته می‌شود.